# Andersonoplatus laculata
Andersonoplatus laculata es una especie de escarabajo del género Andersonoplatus, familia Chrysomelidae. Fue descrita científicamente por Linzmeier & Konstantinov en 2018.
Habita en Venezuela.

## Descripción
La longitud del cuerpo es de 3,89–4,00 mm y ancho 1,72–1,78 mm, brillante con pelos ampliamente dispersos. A. laculata es de color negro, patas y antenas amarillentas.